# Алекперов, Самир Дадаш оглы
Сами́р Дадаш оглы́ Алекпе́ров (азерб. Samir Ələkbərov; 8 ноября 1968, Баку, Азербайджанская ССР, СССР) — советский и азербайджанский, нападающий. Большую часть карьеры провёл в «Нефтчи» (Баку). Играл в сборной Азербайджана. Завершил карьеру в 2001 году.

## Биография
В 1985 провел 1 игру в клубе 2-й лиги «Гянджлик» (Баку). В 1986 провел полноценный сезон в клубе «Карабах» (Степанакерт), откуда перешёл в «Нефтчи» (Баку)
Дебютировал в составе «Нефтчи» в 1987 году в гостевой игре 8-го тура против «Кайрата». Провел на поле все 90 минут, но клубу особо не помог — «Нефтчи» проиграл со счетом 1:3. В следующей игре против «Динамо» (Тбилиси) вышел уже на замену. На этот раз «Нефтчи» выиграл со счетом 3:0. Больше в том сезоне на поле не выходил.
Следующий раз в основе вышел 31 июля 1988 в домашней игре против донецкого «Шахтера», завершившейся вничью 2:2. До конца сезона провел ещё 7 матчей. По итогам года «Нефтчи» покинул высшую лигу.
С 1989 года — игрок основы. В сезоне 1989 пропустил только одну игру, забил 12 мячей. В сезоне 1990 года — пропустил только 2 игры, забил 4 мяча. В 1991 году стал автором 11 мячей.
В 1992—1994 играл в чемпионате Азербайджана за «Нефтчи». В 1992 и 1993 годах признавался лучшим футболистом Азербайджана. Кроме того, три года подряд был лучшим бомбардиром команды.
В сезоне 1994/95 выступал в составе израильского клуба «Маккаби» Петах-Тиква, игравшего в высшей лиге.
В 1995 вернулся в Азербайджан, продолжил свою карьеру в составе «Нефтчи». Всего в составе бакинцев в чемпионатах Азербайджана провел 133 игры.
С 1999 играл за клуб азербайджанской премьер-лиги «Нефтчи» и «Хазар Университети».
С 2002 — на тренерской работе. До 2006 года работал помощником главного тренера в «Нефтчи».
В 2006—2008 — помощник главного тренера в клубе «Хазар-Ленкорань». В июле 2009 назначен помощником директора ДЮШ «Хазар-Ленкорань», в 2010 был и. о. директора. Одновременно с этим, в сентябре 2009 стал главным тренером дубля ленкоранцев.
В 2007 году получил сертификат, категории «Б», подтверждённый УЕФА.

### Статистика выступлений
| Клуб                  | Сезон            | Чемпионат | Чемпионат | Кубок | Кубок | Еврокубки | Еврокубки | Прочие | Прочие | Всего | Всего |
| Клуб                  | Сезон            | Матчи     | Голы      | Матчи | Голы  | Матчи     | Голы      | Матчи  | Голы   | Матчи | Голы  |
| --------------------- | ---------------- | --------- | --------- | ----- | ----- | --------- | --------- | ------ | ------ | ----- | ----- |
| Гянджлик (Баку)       | 1985             | 1         | 0         | -     | -     | -         | -         | -      | -      | 1     | 0     |
| Карабах (Степанакерт) | 1986             | 28        | 13        | -     | -     | -         | -         | -      | -      | 28    | 13    |
| Нефтчи (Баку)         | 1987             | 2         | 0         | 2     | 1     | -         | -         | 3      | 0      | 7     | 1     |
| Нефтчи (Баку)         | 1988             | 8         | 0         | 4     | 0     | -         | -         | 8      | 3      | 20    | 3     |
| Нефтчи (Баку)         | 1989             | 41        | 12        | 4     | 1     | -         | -         | ?      | ?      | 45?   | 13?   |
| Нефтчи (Баку)         | 1990             | 31        | 4         | -     | -     | -         | -         | -      | -      | 31    | 4     |
| Нефтчи (Баку)         | 1991             | 36        | 11        | -     | -     | -         | -         | -      | -      | 36    | 11    |
| Нефтчи (Баку)         | 1992             | 34        | 36        | ?     | 1     | -         | -         | ?      | ?      | 34?   | 37?   |
| Нефтчи (Баку)         | 1993             | 17        | 16        | ?     | 2     | -         | -         | -      | -      | 19    | 0     |
| Нефтчи (Баку)         | 1993-94          | 22        | 12        | ?     | 2     | -         | -         | -      | -      | 22?   | 14    |
| Маккаби (Петах-Тиква) | 1994-95          | 17        | 1         | ?     | ?     | -         | -         | -      | -      | 17?   | 1?    |
| Кюр-Нур               | 1994-95          | 9         | 6         | ?     | ?     | -         | -         | -      | -      | 9?    | 6?    |
| Нефтчи (Баку)         | 1995-96          | 26        | 10        | ?     | 0     | 2         | 0         | -      | -      | 28?   | 12    |
| Нефтчи (Баку)         | 1996-97          | 26        | 25        | ?     | 5     | 2         | 0         | -      | -      | 28?   | 30    |
| Нефтчи (Баку)         | 1997-98          | -         | -         | -     | -     | -         | -         | -      | -      | -     | -     |
| Нефтчи (Баку)         | 1998-99          | 8         | 0         | ?     | 0     | -         | -         | -      | -      | 8?    | 0     |
| Хазар Университети    | 1999-00          | 18        | 7         | ?     | ?     | -         | -         | -      | -      | 18?   | 7?    |
| Хазар Университети    | 2000-01          | 10        | 3         | ?     | ?     | -         | -         | -      | -      | 10?   | 3?    |
| Всего за карьеру      | Всего за карьеру | 334?      | 156?      | 10?   | 12?   | 4         | 0         | 11?    | 3?     | 359?  | 171?  |

- Прочие — Кубок Федерации Футбола СССР, Кубок Первой лиги, Суперкубок Азербайджана

## Сборная Азербайджана
С 1992 по 1996 год защищал цвета национальной сборной Азербайджана. Провел 16 игр, автор 2-х мячей.

## Достижения
- Чемпион Азербайджана (3): 1992, 1995/96, 1996/97
- Обладатель Кубка Азербайджана: 1995/96
- Финалист Кубка Федерации футбола СССР: 1988
- Трижды — в 1991, 1992 и 1993 годах избирался «лучшим футболистом Азербайджана». Из них первые два года — газетой «Футбол Дюньясы» («Мир Футбола»), а в 1993 году — газетой «Футбол-Экспресс»[6]
- Лучший бомбардир чемпионата Азербайджана 1993 года: 19 мячей.
- По количеству забитых мячей (115) за всю карьеру футболиста, является одним из лучших бомбардиров азербайджанской премьер-лиги, деля 4-5 места с Гурбаном Гурбановым[7]
- Автор 6 забитых мячей в товарищеском матче между сборной Азербайджана и швейцарской футбольной командой «Винтертур», проведённом 24 августа 1994 года в одноимённом швейцарском городе, в котором национальная сборная Азербайджана одержала самую крупную победу, одержанную когда-либо над клубной командой в своей истории, со счётом 12-0[8]